# Boris Werner
Boris Werner, pseudoniem van Boris van Zuilen (Amsterdam), is een Nederlandse dj en producer van elektronische muziek, gespecialiseerd in house en minimal. Hij is actief sinds het begin van de jaren 2000. Werner staat bekend om zijn lange dj-sets, funky geluid en releases op labels zoals Remote Area, Soweso en zijn eigen imprint Caught In A Bubble.

## Biografie
Boris Werner begon zijn carrière in de Amsterdamse clubscene. Hij brak door met zijn eerste release Matchmaker / Legeres (2007), samen met Lauhaus op het label Remote Area. Gedurende zijn carrière werd hij een vaste waarde in de legendarische club Studio 80 in Amsterdam, waar hij bekend stond om zijn lange, dynamische sets. Studio 80 speelde een sleutelrol in de ontwikkeling van de Amsterdamse elektronische muziekscene en fungeerde als springplank voor Werner en andere artiesten uit de stad.
Hij trad op in toonaangevende clubs als Trouw Amsterdam, Panoramabar (Berlijn), en DC-10 (Ibiza), en was aanwezig op festivals als Awakenings, Welcome to the Future en Sonar. In 2019 richtte hij het label Caught In A Bubble op, waarop hij sindsdien eigen werk uitbrengt.

### Muziekstijl
Werner’s sets worden gekenmerkt door een instinctieve opbouw, groovende baslijnen en een dansvloervriendelijke structuur. Zijn werk wordt vaak omschreven als energiek, funky en experimenteel binnen het housegenre.

## Discografie

#### Albums
- Set It Off (2012, Soweso Records)
- Tuesday Snooze Day (2009, Remote Area)

#### EP's & Singles (selectie)
- Hypnotherapy (2024, Limousine Dream)
- New World Order EP (2023, Vatos Locos)
- Lagom (2023, Personality Disorder Music)
- Many Moons Ago EP (2021, Soweso Records)
- High Baby EP (2020, Soweso Records)
- Badabing Badaboum EP (2017, Soweso Records)
- Daymare Dreamer EP (2016, Soweso Records)
- Acid Casino (2014, Soweso Records)
- Slowdancin' EP (2012, Soweso Records)
- Revenge Of The Nerds (2008, Remote Area)
- No Day Like Monday (2008, Remote Area)
- Matchmaker / Legeres (2007, Remote Area)

#### Remixes
- Funky Dope Trakk (Boris Werner Remix) – C-Rock (2024, Smile For A While)
- Let’s Do This (Boris Werner's Bleep Remix) – Politics Of Dancing (2024, Politics Of Dancing Digital)